# سام هاريس (لاعب كرة سلة)
سام هاريس (بالإنجليزية: Sam Harris)‏ مواليد 3 مايو 1984، هو لاعب كرة سلة أسترالي بدأ مسيرته الاحترافية في سنة 2008 ويحمل الرقم 13.

## روابط خارجية
- سام هاريس على موقع كرة السلة الأوروبية.كوم (الإنجليزية)
- سام هاريس على موقع كلية كرة السلة في سبورتس رفرنس.كوم (الإنجليزية)
- سام هاريس على موقع ريلجم (الإنجليزية)
- سام هاريس على موقع بروبوليرز (الإنجليزية)